# 弗雷姆丁根
弗雷姆丁根是德国巴伐利亚州的一个市镇。总面积50.09平方公里，总人口2039人，其中男性1019人，女性1020人（2011年12月31日），人口密度41人/平方公里。